# Juicy Fruit
Juicy Fruit är ett varumärke för tuggummi som tillverkas och säljs av det amerikanska globala tuggummitillverkaren Wrigley Company, som ägs av den multinationella godisproducenten Mars Incorporated. 2002 såldes det 153 miljoner tuggummiförpackningar i USA och 99% av amerikanerna hade kännedom om varumärket.

## Historik
Wrigley Companys grundare William Wrigley Jr. startade Wrigley med att sälja såpa, han brukade dock ge kunderna bakpulver som en gåva för att de köpte såpan. Bakpulvret blev dock väldigt populärt och Wrigley Jr. insåg att han kunde sälja mer bakpulver än vad han skulle sälja såpa. När han sålde bakpulvret så gav han återigen gåvor, nu i form av tuggummi och Juicy Fruit. Historien upprepade sig igen, gåvan blev mer populärare än produkten så företaget fick rikta in sig på att tillverka och sälja tuggummi istället. Den här gången gick det inte att ge kunder några gåvor vid köp av tuggummit så Wrigley blev kvar i tuggummibranschen och med tiden blev de världens största tuggummitillverkare.

## Galleri

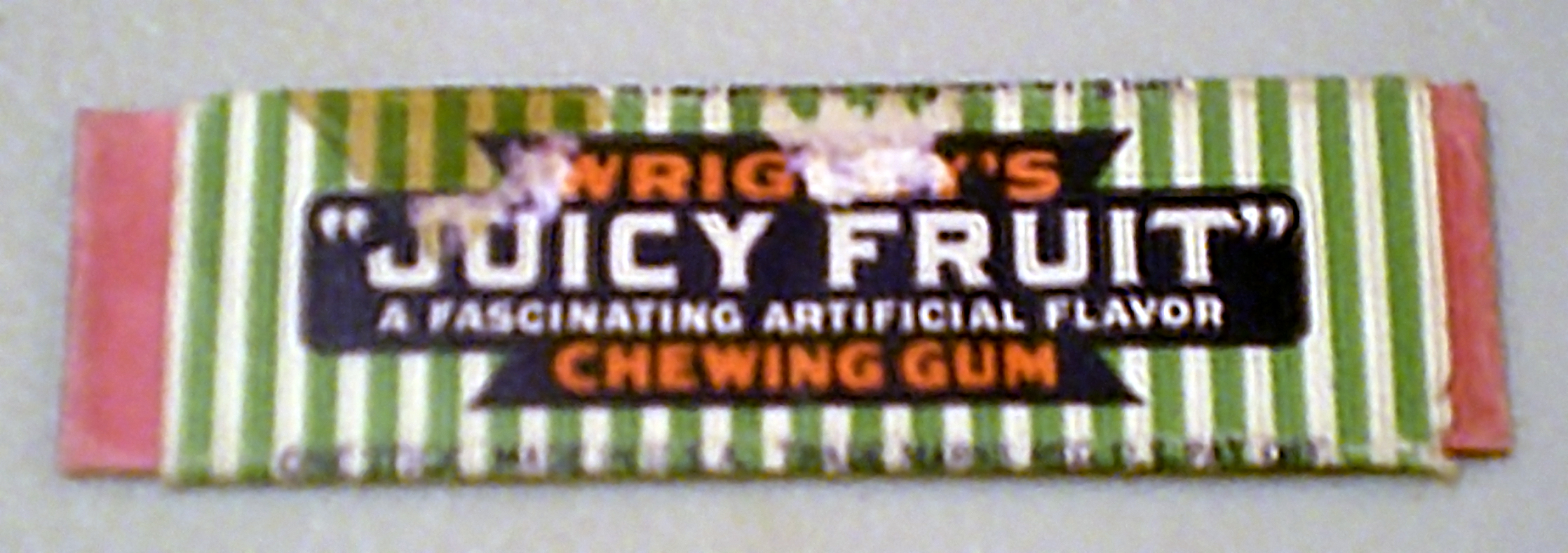
En förpackning från 1946.
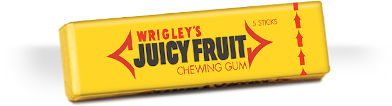
En förpackning med logotypen som användes mellan 1987 och 2002.